# Sale di Sicilia
Sale di Sicilia è un album in studio di Edoardo De Angelis, pubblicato nel 2011.
L'album si avvale di molte collaborazioni, tra cui Andrea Camilleri, Franco Battiato, Francesco Cafiso, Mimmo Cuticchio, Rosario Di Bella e Neri Marcorè.

## Tracce
1. Sale di Sicilia
2. Benedetta
3. Rosario e Raffaella
4. Stella Stella Mia
5. Una Storia da Raccontare
6. Speranza Disperata
7. Abele
8. Con un Sorriso
9. Acqua salata
10. Luci, fuochi e stelle
11. Lella

## Formazione
- Edoardo De Angelis - voce, chitarra
- Bert Baldwin - tastiera
- Fabio Pignatelli - basso
- Stefano Parenti - batteria